# Ilse Steinegger
Ilse Steinegger (* 8. August 1925 in Innsbruck; † 19. Oktober 2023 ebenda) war eine österreichische Hoch- und Weitspringerin.

## Sportliche Laufbahn
Bei den Olympischen Spielen 1948 in London wurde sie Siebte im Hochsprung und Zehnte im Weitsprung.
1943, 1947 und 1949 wurde sie jeweils Österreichische Meisterin im Hoch- und Weitsprung.
Steinegger stammte aus dem Tirol. Sie startete bis 1945 für PSPG Innsbruck. 1948 trat sie für Union Innsbruck an, 1946 und 1947 sowie ab 1949 war sie bei TS Innsbruck.  2011 nahm sie als 86-Jährige an einem von der Britischen Botschaft in Wien organisierten Austausch ehemaliger Olympiateilnehmer mit aktiven Sportlern teil.

## Persönliche Bestleistungen
- Hochsprung: 1,58 m, 20. Juli 1947, Innsbruck
- Weitsprung: 5,52 m, 5. September 1948, Grenchen